# Alles andere zeigt die Zeit
Alles andere zeigt die Zeit ist ein Dokumentarfilm von Andreas Voigt aus dem Jahr 2015.
Er bildet den Abschluss der Leipzig-Filmreihe.

## Hintergrund: Die Leipzig-Filme
Die Leipzig-Filme, eine Film-Reihe, die zwischen 1987 und 2015 entstanden ist, vereint sechs lange Dokumentarfilme. Begonnen noch zu Zeiten der DDR, erzählt sie über knapp 30 Jahre hinweg Lebensgeschichten und Schicksale von Menschen in Leipzig, der zweitgrößten ostdeutschen Stadt, und wurde zu einem bewegenden Dokument einer Umbruchszeit.
- Alfred, im Herbst 1986 gedreht, war Voigts Abschlussfilm an der Filmhochschule. Er fällt als Einzel-Biografie eines Leipziger Arbeiters von den 1930er Jahren bis in die (Film-)Gegenwart etwas aus dem Rahmen, wird aber mitgezählt.
- Leipzig im Herbst entstand im Oktober 1989, kurz bevor die Mauer fiel, auf den Straßen der Stadt während der Montagsdemonstrationen und dokumentiert u. a. die gewaltigen Massendemonstrationen. Gedreht wurde ohne „Auftrag“; es war völlig unklar, ob das Material jemals gezeigt werden könnte.
- Der nächste Film, Letztes Jahr Titanic, schließt zeitlich nahtlos an Leipzig im Herbst an. Er erzählt von Dezember 1989 bis Dezember 1990 von fünf Menschen im letzten Jahr der DDR und den Anfängen des vereinten Deutschlands. Darunter sind „Isabel“, ein damals 14-jähriges Mädchen, und „Renate“, eine Journalistin, die von ihrem Kontakt zur Stasi berichtet.
- 1993 entstand Glaube Liebe Hoffnung. Über ein Jahr hinweg werden radikale Jugendliche aus der rechten und aus der linken Szene begleitet. Einer der Porträtierten ist „Sven“.
- In Große Weite Welt kehrt Voigt 1997 zurück zu einigen Protagonisten aus den früheren Filmen, um zu sehen, was aus ihnen und ihren Träumen und Wünschen geworden ist. Er besuchte u. a. auch „Renate“, „Isabel“ und „Sven“.

Der vorerst letzte Film, Alles andere zeigt die Zeit, entstand 2014/15.

## Handlung
25 Jahre nach dem Ende der DDR und der Wiedervereinigung besucht der Regisseur drei der Protagonisten aus den früheren Filmen und schaut, was aus ihnen geworden ist. Immer wieder werden Szenen aus den alten Filmen der aktuellen Entwicklung gegenübergestellt.
- „Isabel“ – damals Mitglied der Gothicszene und ohne Hoffnung – ist heute Insolvenzverwalterin in Stuttgart.
- „Jenny“ – Tochter der Journalistin „Renate“ – begibt sich nach dem Selbstmord der Mutter auf die Suche nach der verhängnisvollen Geschichte ihrer Familie.
- „Sven“ – damals am Beginn einer Bundeswehrkarriere – schlägt sich als Arbeitsloser durchs Leben.

## Produktion
Dieser Film von Andreas Voigt ist die Weiterführung der Langzeit-Dokumentation, die mit Leipzig im Herbst begann. Die Lebenszeit der Protagonisten in der Bundesrepublik ist inzwischen länger als die Zeit, die sie in der DDR verbracht haben, was – besonders durch die Einbindung des bis zu 25 Jahre alten Archivmaterials – eine besondere Wirkung hat.
Die Uraufführung war am 26. Oktober 2015 im Rahmen der 58. Internationale Dokumentarfilmwoche in Leipzig, wo er das Programm eröffnete und parallel zur Festveranstaltung auch in öffentlicher Aufführung auf einer Großleinwand auf dem Leipziger Bahnhof gezeigt wurde.
Der Film erschien im August 2016 auf DVD.

## Kritik
Andreas Voigt beherrscht einfach sein Handwerk, wie er da Material aus 25 Jahren montiert, das ist bemerkenswert auch weil er alles, was man über die ‚Wende‘ und 25 Jahre Wiedervereinigung zu wissen meint, alles, was man da an Erwartungen hat, unterläuft – bis zum letzten Bild: Die Gewinner sind nicht die Gewinner und die Verlierer sind nicht die Verlierer – das muss man erst mal schaffen.
DOK-Programmchefin Grit Lemke über Andreas Voigts Leipzig-Zyklus

## Auszeichnungen
- 2016: Bayerischer Filmpreis